# Devin Hester
Devin Devorris Hester (* 4. November 1982 in Riviera Beach, Florida) ist ein ehemaliger US-amerikanischer American-Football-Spieler in der National Football League (NFL).
Hauptsächlich ist Hester als Kickoff- bzw. Punt-Returner, gelegentlich jedoch auch als Cornerback und Wide Receiver eingesetzt worden. Er spielte nach jahrelangem Engagement bei den Chicago Bears unter anderem für die Atlanta Falcons, die Baltimore Ravens und die Seattle Seahawks.
Seine Spitznamen in der amerikanischen Presse sind Windy City Flyer (nach „The Windy City“ als Spitzname Chicagos) und Anytime (in Bezug auf seine Fähigkeit, aus jeder Spielsituation durch einen Return einen Touchdown zu erzielen). Er hält die NFL-Rekorde für die meisten Return-Touchdowns in einer Saison und für die meisten Return-Touchdowns in einer NFL-Karriere. Außerdem trug er 2007 als erster Spieler den spieleröffnenden Kickoff eines Super Bowls zum Touchdown zurück.

## College
Hester war auf der University of Miami und wurde dort bereits als Sophomore in verschiedene All-American-Teams berufen, war also nach Expertenmeinung einer der besten College-Spieler des Jahrgangs. Schon zu diesen Zeiten war er in der ganzen Nation gefürchtet, hauptsächlich wegen seiner Return-Qualitäten, nicht nur bei Punts und Kickoffs, sondern auch bei geblockten Punt- und Field-Goal-Versuchen. Er ist bis heute der einzige Spieler seiner Universität, der im Angriff, in der Verteidigung und in den Special Teams eingesetzt wurde.

## NFL

### Chicago Bears
2006 wurde Hester in der NFL Draft in der zweiten Runde von den Bears ausgewählt. Deren Head Coach Lovie Smith setzte vor allem auf seine Qualitäten als Returner, was sich auch während der Spiele widerspiegelte, wo er selten als Cornerback oder Receiver eingesetzt wurde, sondern vielmehr als Returner spielte. Hester spielte lediglich in 13 von 16 möglichen Saisonspielen, erzielte jedoch sechs Touchdowns, darunter einen 108-Yard-Return nach einem vergebenen Field-Goal-Versuch, der zwischenzeitlich längster Spielzug in der Geschichte der NFL war. Zum Abschluss der Saison war er in der Endausscheidung zum Rookie of the Year. Durch die außerordentlich gute Saison 2006 erlangte Hester landesweite Bekanntheit.
Im Super Bowl XLI trug er als erster Spieler den spieleröffnenden Kickoff eines Super Bowls zum Touchdown zurück. Dies waren gleichzeitig die zu dem Zeitpunkt am schnellsten erzielten Punkte in einem Super Bowl – der Rekord wurde im Super Bowl XLVIII gebrochen.
In der Saison 2007 verbesserte Hester seinen eigenen Rekord für die meisten Return-Touchdowns in einer Saison von fünf auf sechs. Zudem konnte er zum zweiten Mal in seiner Karriere zwei Return-Touchdowns in einem Spiel erzielen. Außerdem konnte er zwei weitere Touchdowns als Wide Receiver erzielen. Wie auch im Jahr 2006 wurde er für den Pro Bowl nominiert.

### Atlanta Falcons
2014 wurde Hesters Vertrag von den Bears aufgelöst, kurz darauf unterschrieb er einen neuen Vertrag bei den Atlanta Falcons, wo er als erster Spieler in der Geschichte der NFL 20 Returns zu einem Touchdown zurück trug. Außerdem erzielte er in dem Spiel einen Touchdown im Laufspiel, erzwang und eroberte einen Fumble.

### Baltimore Ravens
Zur Saison 2016 wurde Hester von den Baltimore Ravens verpflichtet. Am 13. Dezember 2016 wurde er von den Ravens entlassen.

### Seattle Seahawks
Nach dem Verlust ihres Receivers und Return-Spezialisten Tyler Lockett verpflichteten die Seattle Seahawks Hester am 3. Januar 2017 für die anstehenden Play-offs.

### Rücktritt als aktiver Spieler
Nachdem Hester in der Saison 2017 nicht mehr aktiv als Spieler zum Einsatz gekommen war, erklärte er am 12. Dezember 2017 seinen offiziellen Rücktritt als Spieler der NFL.